# Amtsgericht Culmsee
Das Amtsgericht Culmsee war ein preußisches Amtsgericht mit Sitz in Culmsee.

## Geschichte
Das königlich preußische Amtsgericht Culmsee wurde mit Wirkung zum 1. Oktober  1879 als eines von neun Amtsgerichten im Bezirk des Landgerichtes Thorn im Bezirk des Oberlandesgerichtes Marienwerder gebildet. Der Sitz des Gerichtes war Culmsee. Sein Gerichtsbezirk umfasste aus dem Kreis Kulm die Amtsbezirke Drzonowo und Dubielno und Teile des Amtsbezirkes Dietrichsdorf. Aus dem Kreis Thorn den Stadtbezirk Culmsee und die Amtsbezirke Friedenau, Kunzendorf, Paulshof, Sternberg, Wibsch und Zelgno. Am Gericht bestanden 1880 zwei Richterstellen. Das Amtsgericht war damit ein kleines Amtsgericht im Landgerichtsbezirk. Der Amtsgerichtsbezirk kam aufgrund des Versailler Vertrages 1919 zu Polen, und das Amtsgericht stellte seine Arbeit ein. Im Jahre 1939 wurde Polen deutsch besetzt. Im Rahmen der Neuorganisation der Gerichte in Ostdeutschland und im ehemaligen Polen wurden das Amtsgericht Culmsee neu gebildet und erneut dem Landgericht Thorn zugeordnet.
Im Jahre 1945 wurde der Amtsgerichtsbezirk unter polnische Verwaltung gestellt, und die deutschen Einwohner wurden vertrieben. Damit endete auch die Geschichte des Amtsgerichtes Culmsee.